# Guy Desrochers
Guy Desrochers C.SS.R. (ur. 23 maja 1956 w Hull) – kanadyjski duchowny katolicki, biskup Pembroke w latach 2020–2023, arcybiskup metropolita Moncton od 2023.

## Życiorys

### Prezbiterat
Święcenia kapłańskie przyjął 7 stycznia 1989 w Zgromadzeniu Najśw. Odkupiciela. Pracował głównie jako przełożony kilku klasztorów na terenie Kanady. W 2015 został mianowany głównym rekolekcjonistą dla Kanady i USA.

### Episkopat
12 grudnia 2018 roku został mianowany przez papieża Franciszka biskupem pomocniczym diecezji Alexandria-Cornwall ze stolicą tytularną Melzi. Sakry udzielił mu 22 lutego 2019 arcybiskup Terrence Prendergast.
6 maja 2020 został mianowany biskupem diecezjalnym Pembroke.
8 lipca 2023 papież Franciszek przeniósł go na urząd arcybiskupa metropolity Moncton.